# Parmatergus
Parmatergus Emerit, 1994 è un genere di ragni appartenente alla famiglia Araneidae.

## Etimologia
Il nome probabilmente deriva dal greco πὰρμη, pàrme, cioè parma, specie di piccolo scudo rotondo per armatura leggera e dal latino tergum, cioè dorso, spalle, tergo, schiena, per la forma caratteristica dell'opistosoma.

## Distribuzione
Le due specie oggi note di questo genere sono state reperite in Madagascar.

## Tassonomia
Dal 1994 non sono stati esaminati esemplari di questo genere.
A maggio 2014, si compone di due specie e una sottospecie:
- Parmatergus coccinelloides Emerit, 1994[2] - Madagascar
  - Parmatergus coccinelloides ambrae Emerit, 1994 - Madagascar
- Parmatergus lens Emerit, 1994 - Madagascar